# ادی کیه سوبرجیون
ادی کیه سوبرجیون در اریتره است که در debub region واقع شده‌است.